# Kenneth Hope
Kenneth Hope (1941. július 6. – 2021. december 14.) skót nemzetközi labdarúgó-játékvezető. Névváltozata Kenneth James (Kenny) Hope. Polgári foglalkozása sportvezető.	

## Pályafutása
Játékvezetésből 1961-ben vizsgázott. A SFA Játékvezető Bizottságának (JB) minősítésével 1966–1967 között Lagaue One, 1967-től a First Division, majd 1974-től a Premier League játékvezetője. Küldési gyakorlat szerint rendszeres partbírói szolgálatot is végzett. A nemzeti játékvezetéstől 1991-ben visszavonult. Vezetett kupadöntők száma: 3.
Az SFA JB küldésére vezette, 1978-ban a Skót labdarúgókupa, 1982-ben a Skót labdarúgó-ligakupa, majd 1990-ben a Skót labdarúgó-ligakupa döntőt.
| Időpont            | Helyszín              | Mérkőzés típusa | Mérkőzés                       | Eredmény | Nézők száma |
| ------------------ | --------------------- | --------------- | ------------------------------ | -------- | ----------- |
| 1987. május 16.    | Hampden Park, Glasgow | döntő           | St. Mirren FC–Dundee United FC | 1 – 0    | 51 782      |
| 1982. december 4.  | Hampden Park, Glasgow | döntő           | Celtic FC–Rangers FC           | 2 – 1    | 55 372      |
| 1990. november 11. | Fir Park, Motherwell  | döntő           | Ayr United FC–Dundee FC        | 2 – 3    | 11 506      |

A Skót labdarúgó-szövetség JB terjesztette fel nemzetközi játékvezetőnek, a Nemzetközi Labdarúgó-szövetség (FIFA) 1978-tól tartotta nyilván bírói keretében. A FIFA JB központi nyelvei közül az angolt beszéli. Több nemzetek közötti válogatott (Labdarúgó-világbajnokság, Labdarúgó-Európa-bajnokság, Olimpiai játékok), valamint Kupagyőztesek Európa-kupája és UEFA-kupa klubmérkőzést vezetett, vagy működő társának partbíróként segített. A skót nemzetközi játékvezetők rangsorában, a világbajnokság-Európa-bajnokság sorrendjében többedmagával a 25. helyet foglalja el 2 találkozó szolgálatával. A  nemzetközi játékvezetéstől 1990-ben búcsúzott. Európában a legtöbb válogatott mérkőzést vezetők rangsorában többed magával,  6 (1979. május 26.– 1989. április 26.) találkozóval tartják nyilván. Válogatott mérkőzések irányításával Skóciában többedmagával a 27–32. helyet foglalja el.
Az 1987-es U16-os labdarúgó-világbajnokságon a FIFA JB bíróként foglalkoztatta.
| Időpont          | Helyszín                         | Mérkőzés típusa              | Mérkőzés                                    | Eredmény | Nézők száma |
| ---------------- | -------------------------------- | ---------------------------- | ------------------------------------------- | -------- | ----------- |
| 1987. július 14. | Canada Games Stadium, Saint John | csoportmérkőzés (D. csoport) | Szovjetunió–Mexikó                          | 7 – 0    | 2335        |
| 1987. július 16. | Canada Games Stadium, Saint John | csoportmérkőzés (D. csoport) | Szovjet U17-es labdarúgó-válogatott–Bolívia | 4 – 2    | 3300        |

Az 1982-es labdarúgó-világbajnokságon a FIFA JB játékvezetőként alkalmazta. Selejtező mérkőzéseket az UEFA zónában irányított. 
| Időpont              | Helyszín                    | Mérkőzés típusa           | Mérkőzés             | Eredmény | Nézők száma |
| -------------------- | --------------------------- | ------------------------- | -------------------- | -------- | ----------- |
| 1981. szeptember 23. | Laugardalsvöllur, Reykjavík | előselejtező (3. csoport) | Izland–Csehszlovákia | 1 – 1    | 7343        |

Az 1982-es U18-as labdarúgó-Európa-bajnokságon az UEFA JB bíróként foglalkoztatta,
Az 1988-as labdarúgó-Európa-bajnokságon az UEFA JB partbíróként vette igénybe. 
| Időpont          | Helyszín                   | Mérkőzés típusa              | Mérkőzés típusa | Mérkőzés         | Eredmény | Nézők száma |
| ---------------- | -------------------------- | ---------------------------- | --------------- | ---------------- | -------- | ----------- |
| 1988. június 14. | Parkstadion, Gelsenkirchen | csoportmérkőzés (C. csoport) | NSZK–Dánia      | Robert Valentine | 2 – 0    | 64 812      |

Az 1988. évi nyári olimpiai játékok labdarúgó tornájának végső szakaszát, ahol a FIFA JB bírói szolgálatra alkalmazta. A kor elvárása szerint az egyes számú partbíró játékvezetői sérülésnél átvette a mérkőzés vezetését. Partbíróként egy mérkőzésre egyes, egy találkozóra 2. pozícióban kapott küldést.
| Időpont              | Helyszín                | Mérkőzés típusa              | Mérkőzés                           | Eredmény | Nézők száma |
| -------------------- | ----------------------- | ---------------------------- | ---------------------------------- | -------- | ----------- |
| 1988. szeptember 19. | Goodeok Stadion, Puszan | csoportmérkőzés (A. csoport) | Tunézia–Német labdarúgó-válogatott | 1 – 4    | 14 000      |

Aktív pályafutását befejezve 1991-től az SFA JB és az UEFA JB ellenőre. 1991–1992 valamint 2002–2003 között a Glasgow RA bíróbizottság tagja. 1992–1993 és 2002–2003 között a bírói végrehajtó bizottság tagja. 2003–2004 illetve 2008–2009 között SFA JB tagja.